# Галактички фудбал
Галактички фудбал (енгл. Galactik Football) је француска анимирана серија, чији је продуцент компанија Alphanim, у сарадњи са компанијама France 2, Jetix и Welkin-Animation. Серија прати причу футуристичке фудбалске екипе под именом Снежни клинци који покушавају да освоје Галактички Фудбалски куп за њихову планету Акилиан, уз помоћ флукса-мистичне енергије, карактеристичне за сваку планету.
Серија има укупно три сезоне од којих је прве две синхронизовао на српски језик студио Лаудворкс, а трећу студио Блу хаус. Серија се емитовала на каналу ТВ Ултра.
Од 2018. године се емитује на каналу Пинк Супер Кидс, а од 2020. године на каналу Декси ТВ.
Најављено је да четврта сезона неће постојати због недостатка спонзора.

## Епизоде
| Сезона | Сезона | Епизоде | Епизоде | Оригинално емитовање | Оригинално емитовање |
| Сезона | Сезона | Епизоде | Епизоде | Премијера            | Финале               |
| ------ | ------ | ------- | ------- | -------------------- | -------------------- |
|        | 1.     | 26      | 26      | 3. јун 2006.         | 1. август 2006.      |
|        | 2.     | 26      | 26      | 5. април 2008.       | 6. септембар 2008.   |
|        | 3.     | 26      | 26      | 5. јул 2010.         | 27. октобар 2011.    |

## Заплет

### Сезона 1
Прича почиње током фудбалске утакмице између домаћег тима планете Акилијан и Сенки. Док Арч, капитен Акилијанаца, директно изводи слободан ударац, чује се експлозија и лавина се надвија над стадионом, што означава почетак акилијанског леденог доба и губитак Даха, акилијанског флукса.
Прича скаче унапред 15 година. Арч и његов пријатељ Клемп, роботски техничар, враћају се на Акилијан по први пут од те утакмице. Арч има за циљ да створи нови Галактички фудбалски тим који би могао да освоји Куп, а за свој тим бира групу талентованих тинејџера: Џок, Синед, Микро Ајс, Меј, Тран, Ахито, Рокет и Тиа. Међутим, Рокетов отац и Арчов брат, Нората, не жели га у тиму и слаже се само да га пусти да игра под условом да новоименовани Снежни Клинци победе у мечу против постојеће акилијанске екипе Црвених тигрова, коју тренира Арчов отуђени стари пријатељ и саиграч, Артегор Нексус. Током конкурисања, Тиа открива да има моћ давно изгубљеног акилијнског флукса - Даха.
Снежни Клинци побеђују Црвене тигрове, добијајући тиме акилијанско место у Галактичком фудбалском купу. Међутим, огорчени Артегор намамљује Синеда далеко од Снежних клинаца и регрутује га у Сенке, које је пристао да тренира.
Како Снежни Клинци напредују кроз такмичење, свако развија Дах Акилијана. Истовремено, тим трпи унутрашње трзавице због развоја љубавне везе Тие и Рокета и Микро Ајсовом неузвраћеном симпатијом од Меј. Никоме од њих није познато да они носе Метафлукс, синтетички недетектабилни флукс, који су нехотице створили Клемп и његов стари колега, а садашњи вођа Пирата Сони Блекбонс. У међувремену открива се да је ледено доба на Акилијану изазвао управо метафлукс, чија је експлозија пореметила осу ротације планете. Овај флукс сада жели немилосрдни генерал Блејлок, сазнајући да је Џок син од Сониа киднапује га и уцени га да ће убити Сониа ако Снежни Клинци неизгубе у финалу за то време Меј признаје Микро Ајсу да је заљубљена у Џока.
Сониа Блекбонса Пирати и Војвода Медокс ослобађају од Блејлока и Болдвина, и зато Џок помаже Снежним Клинцима у финалу и ако није знао да је Сони ослобођен зато признаје да је то урадио због Меј. Уз помоћ Клемпа и његовог старог партнера, пирата Сониа Блекбонса Снежни Клинци беже од махинација генерала Блејлока и освајају Галактички Фудбалски куп где побеђују Сенке у финалу после Синед покушава да стави направу на трофеј коју му је дао Блејлок где би се поново покренули ратови али Болдвин успева да га убеди да не помогне Блејлоку у остваривању његових циљева, после подизања трофеја, Џок и Меј деле свој први пољубац и започињу везу.

### Сезона 2
У другој сезони Ахито се разболи, а као голмана заменила га је његова рођака Јуки у коју се Микро Ајс заљубљује. Такође, Рокет је суспендован из тима због илегалне употребе Даха када је спашавао Тиу и заменио га је Марк, још један млади Aкилиански фудбалер, који је претходно сматран резервним играчем. 
У одсуству Рокета, Џок је постао капитен. Након Ахитовог опоравка, он и Јуки деле позицију голмана за то време Рокет бива позван од стране Синеда да игра илегалну игру под именом Недербол коју иначе води Синед где Рокет постаје шампион, Нетербол је створио Блејлок да би кроз Сверу сакупио флукс од играча Галактичког фудбала у томе му помаже Херис, Артегорове Сенке бивају елеминисане из купа после пораза од Пирата резултатом 7-2 са тиме да је Бјејлок послао направу флукса на планету Сенки и тако им је флукс одједном нестао где је за то окривљен Сони Блекбонс тако да Пирати бивају дисквалификовани после тога Артегор се мири са Арчом и постаје на кратко помоћни тренер Снежних Клинаца. Лига дозвољава Рoкету да се врати у тим, што је на крају и прихватио али пре тога га је Тиа победила у Недерболу а до тад је био непоражен. Флукс Сенки Смог се врати Сенкама, Синеду и Артегору и Артегор одлучује да се врати Сенкама али бивају елиминисани од стране Зенонса у полуфиналу док Снежни Клинци побеђују Воренове Муње. Џок остаје капитен у повратку Рокета и води тим до другог узастопног Галактичког фудбалског купа против Лурових Зенонса у финалу, за то време Херис краде направе флукса и издаје Блејлока који умире.

### Сезона 3
Годину дана после њиховог другог освојеног у низу Галактичког фудбалског купа, мистериозни Лорд Феникс позива све у галаксију на посебан турнир мешовитог флукса на планети Парадисиа. Након лоше пријатељске утакмице против Сенки, Џок и Меј имају свађу, Меј оставља Џока и придружи се Сенкама. Јуки напушта Снежне Клинце привремено да се придружи Електрама, а Џок напушта тим након што га је регрутовао Тим Парадисиа. Вамба по имену Лун-Зиа придружује се Снежним Клинцима на турниру мешовитог флукса и Артегор Нексус постаје поново помоћни тренер Снежних Клинаца, касније Џок пољуби Ники мислећи да је то Меј па их Шарки услика што учини Меј љубоморном. 
Снежни Клинци бивају елиминисани од стране Тима Парадисие у полуфиналу тако да су се у финалу састали Сенке и Тим Парадисиа али због убризгавања флукса у језгро планете Парадисиа од стране Веге која ради за Хериса Парадисиа експлодира, али су на срећу сви евакуисани са планете уз помоћ фудбалера Галактичког фудбала сем Брим Симбре, Лорда Финкса који су нестали. После су се Џок и Меј вратили у Снежне Клинце док је Јуки остала у Електрама Лун-Зиа се придружила Вамбама а Артегор напустио посао помоћног тренера а Тиму Парадисиа се придружи Нина сестра близнакиња од Ники у Нину се заљубљује Марк и они започињу везу после је и почео следећи Галактички фудбалски куп за то време Пирати се враћају на Парадисију заједно са Клемпом и Траном и новинаром Шаркијем који се ушуњају на брод и проналазе Лорда Финикса са работом Снежних Клинаца Харвијем други робот им је Сидни али он је успео побећи са Парадисије са Снежним Клинцима на Парадисији Пирати проналазе и Брим Симбру који касније умире. Током купа се после полуфинала Снежним клинцима вратио и Синед који уз помоћ Маје сазнаје да има родитеље и млађу сестру Санџу касније их Маја упознаје, после се сазна за везу Арча и Адим председницом лиге па Арч одлучује да се повуче са места тренера Снежних Клинаца па постави Рокета за тренера, док се Нина удаљи од Марка јер бива упозорена од Ники да треба да стави тачку на ту везу јер то није део њиховог плана зато тако Нина и поступи, на том купу Тим Парадисиа пада под Херисову контролу, који су освојили Снежни Клинци победом против Тима Парадисиа у финалу и добили свој трећи трофеј, док Сони и његови пирати заједно са Лордом Финиксом заустављају Херисa и Вегу који умиру, док девојке Тима Парадисиа поново постају људи и налазе се у притвору Војводе Медокса на лечењу. Након купа, Снежни Клинци су ушли у Холо тренер са јуниорским тимом Клуб Галактик које је створио и тренира Џок, али нешто није у реду са Холо тренером и тако деца Клуба Галактик, Меј, Микро Ајс и новинар Шарки нестају.

## Ликови

### Арч
Арч је Акилианова бивша звезда, а сада оснивач и тренер Снежних Клинаца. Брат је Норате, ујака Рокета и дечко предцеднице Галактичке Фудбалске Лиге Адим. Као тренер, Арч показује тврд, али коректан однос према свом тиму, али је углавном љубазан и диви се талентима својих играча. Не показује фаворизовање и тежи да донесе бољи избор за тим. Ставови других људи као што је Артегор који су му се константно ругали у првој сезони никада га не снуже. Арч обично остаје миран у стресним ситуацијама, али ако се појави нешто што би могло смањити шансу за победу, обично постане строг и виче, али (углавном) из свих исправних разлога. Такође показује велику бригу за добробит својих играча, на пример када је Рокет нестао у Олуји и када је отишао да игра Недербол. Акилианов највећи играч, Арч је фудбалска легенда за љубитеље фудбала планете Акилиан. Прво је започео своју каријеру као нападач планете Акилиан и носио је дрес са бројем 10 и предводио је последњи тим који је играо под Акилианским бојама пре Великог леденог доба. Такође је био последња особа која је користила Дах Акилиана пре његовог нестанка, користећи Дах у тренутку експлозије Мета-флукса, касније је после експлозије заједно са Артегором прешао да игра за Сенке. Као тренери постану ривали а током средине друге сезоне поново постану пријатељи.

### Џок
Џок се сматра звездом Снежних Клинаца носи дрес са бројем 9 и игра нападача. Посвећен је Галактичком Фудбалу и свим силама се труди да Снежни Клинци освоје Галактички Фудбалски куп. У првој сезони, Џока је одгојила његова хранитељица Маја, која га је узела као свог усвојеника на захтев његове биолошке мајке пре него што је умрла. Упркос томе што Маја одбила да му прориче његову будућност, Џок касније сазнаје да је Сони Блекбонс његов отац. Џокова мајка је умрла након што га је родила и Маја га је узела под своју бригу. У другој сезони, Џок је због суспензије морао да заузме место Рокета у мечу Свих Звезда и постао капитен тима. У сезони 3, Џок напушта Снежне Клинце и прелази у Тим Парадисиа, али се на крају враћа у Снежне Клинце. Такође подучава групу деце како да играју фудбал уз помоћ Ворена и Артегора. Пред крај прве сезоне, Џок и Меј су се пољубили и били заједно до почетка треће сезоне тада Меј оставља Џока због Синеда и прелази у Сенке. Међутим, Џок дели пољубац са Ники коју том Меј види на екрану коју је ухватио папарацо и због тога се узнемирила. За Џока се види да је арогантан и понекад себичан, али има и брижну страну. Најбољи је пријатељ са Микро Ајсом, а добар је и са Траном, Ахитом и Марком. Затим, Синед је Џоков највећи ривал, обојица се такмиче један против другог да виде ко је бољи. Иако се на крају сезоне 3 помире. Д'Јок наводи Ворена као свог омиљеног фудбалера У Галактичком фудбалу.

### Микро Ајс
Микро Ајс је шаљивџија тима. Најбољи је пријатељ са Џоком, Траном и Ахитом. Такође постаје најбољи пријатељ са Марком у другој сезони и њих два се зезају. У првој сезони Микро Ајс није био забринут због уласка у Снежне Клинце, али након испробавања постаје срећан због овога. Заљубио се у Меј, али се узнемири и оде кад сазна да Меј воли Џока. Међутим, Микро Ајс се враћа у тим, након што је Џок у интервју рекао да тиму недостаје Микро Ајс. Микро Ајс је последњи развио Дах Акилиана. Касније се такође заљубио у девојчицу по имену Золин. У другој сезони, Микро Ајс почиње да развија везу са Јуки. У трећој сезони се разилазе јер Јуки напушта Снежне Клинце и прелази у тим Електре. Иако се примећује да се Микро Ајс поново уједињује са Золин. На крају треће сезоне, Микро Ајс, Меј и група деце која уче Галактички фудбал (подучава их Џок) нестају након што њихов тренинг није успео због проблема са Холо тренером. Такође не воли Синеда, али у трећој сезони почиње да се слаже с њим. Његова мајка Мана Ајс ради у кафићу на Акилиану. Док његов отац није споменут. Носи дрес са бројем 3 и игра у нападу са Џоком.

### Рокет
Рокет је Арчов нећак и син бивше фудбалске звезде Галактичког фудбала Норате. У првој сезони, Рокет је помогао оцу у његовој цвећари. Отац му је забранио одлазак на Арчово испробавање за Снежне Клинце. Али Рокет на крају иде само да помогне Тији да дође до испробавања. Међутим, Рокет постаје у Снежним Клинцима капитен тима, пошто је Арч рекао Норати да би његов син могао да буде следећа звезда Галактичког Фудбала и да има потенцијал. Рокет касније од Тије сазнаје да је његова мајка Кира још увек жива. Посети га на његов 16. рођендан, али Рокет се узнемири због тога што је сазнао да је његова мајка напустила њега и Норату након његовог рођења. Међутим, опрашта мајци када сазна да су се родитељи помирили због његове среће и да би њиховој вези пружили другу шансу. У другој сезони, Фудбалска лига суспендовала је Рокета због коришћења његовог флукса (Дах Акилиана) ван фудбалске утакмице, али само да би спасио Тијин живот. На крају напушта тим, али одлази да игра Недербол, који понуди Синед. Упркос фудбалској лиги, касније дозволивши Рокету да се врати у Снежне Клинце, он одбија да се врати јер жели да настави да игра Недербол. Међутим, Тиа га победи у Недерболу и обоје напусте Недербол и врате се у Снежне Клинце. У трећој сезони, Рокет постаје тренер Снежних Клинаца када их Арч напусти на неко време. Рокет развија везу са Тијом и они на крају буду заједно. Носи дрес са бројем 5 и игра везног играча.

### Тиа
Тиа је ћерка амбасадора Обиа Месеца. У првој сезони она потајно бежи на планету Акилиан како би испробала Арчов тим. Упознаје Рокета када јој се свемирски брод сруши, а Рокет пристаје да је одведе на пробу. Међутим, родитељи је враћају на Обиа Месец, јер не желе да њихова ћерка игра фудбал, али се касније слажу са њеном одлуком. Тиа је била прва из Снежних клинаца која је већ имала Дах Акилиана. У другој сезони, Тиа је падала са литице, али Рокет користи свој Дах Акилиана да је спаси и он бива суспендован. Касније је победила Рокета у Недерболу у нади да ће га вратити у Снежне Клинце, након што му је Галактичка Фудбалска Лига дозволила повратак у тим. У трећој сезони, Тиа постаје капитен екипе када Цок напусти тим. У вези је са Ракетом и учинила би све за њега. Тиа од прве сезоне постаје најбоља пријатељица са Меј. Носи дрес са бројем 4 и игра на средини терена са Рокетом.

### Меј
Меј као и многи њени пријатељи из Снежних Клинаца, потиче из Акилиана, из онога што се зна о њеном раном животу, Меј је увек контролисала њена мајка. Рођена је у време експлозије која је изазвала ледено доба Акиллиан. У првој сезони, Мејева мајка је желела да она буде супермодел и искористила је своју Фудбалску каријеру да је натера да оде у модну индустрију. Меј следи мајчин савет и она почиње да флертује са Џоком да би Микро Ајс постао љубоморан и заузела његову позицију нападача. Међутим, она се враћа игрању дефанзивца. Али касније, Микро Ајс каже Меј да се заузме за себе, а она каже мајци да жели да буде фудбалер Галактичког фудбала а не супермодел. На крају фудбалског купа у првој сезони током којег је сваки други члан њеног тима био неуспешан у постизању гола против Сенки, Меј је била та која је постигла гол када су освојили Куп. После последњег звиждука она и Џок деле свој први пољубац и сигнализирају почетак њихове везе. У другој сезони она је и даље одани члан тима и за четири године приказана је као девојка Џока. Она се више пута састаје са Корсом како би разговарали о Џоку, тако да Сони зна како му иде. У трећој сезони се придружује Сенкама и оставља Џока да буде са Синедом, али се на крају врати у Снежне Клинце. Најбоља је пријатељица са Тиом. Носи дрес са бројем 7 и игра дефанзивног играча.

### Тран
Тран је Ахитов брат и рођак од Јуки. Најбољи је пријатељ са Микро Ајсом и Џоком. Тран носи дрес са бројем 2 и он је дефанзивни играч Снежних Клинаца заједно са Меј. Један је од ретких ликова који због своје симпатичне и ведре природе, чини се, ни са ким није ушао у расправу, он је најпаметнији Снежни Клинац и показује интересовање за технологију и игрице. Помаже Клемпу са својим уређајима и може се видети како заједно играју игрице.

### Ахито
Ахито носи дрес са бројем 1 и он је голман екипе Снежних Клинаца, Транов је брат и рођак од Јуки која буде његова замена за голмана када се Ахито разболи у другој сезони, где се Ахито касније врати током средине друге сезоне. У трећој сезони откривено је да Ахито има способност да апсорбује флукс и контролише га, што је био узрок његове болести у другој сезони. Након тренинга са Дејм Симбај, их спасава када се Дах изгуби у финалу купа против Тима Парадисиа и он упија есенцију из Мулти флукса и шири је по саиграчима који им омогућава да победе.

### Др Клемп
Професор Клемп (такође познат и као Јарит Лобнор) технички је саветник за Снежне Клинце и један од твораца Метафлукса заједно са Сонијем Блекбонсом Џоковим оцем. Ужива у игрању игара са Траном и у слободно време прави разне уређаје.

### Дејм Симбај
Дејм Симбај је медицинска помоћница за Снежне Клинце и тајни агент за Друштво Флукса. Она је стара Арчова пријатељица и делује као мајчински утицај на тим и добар ментор, веома јој је стало до добробити играча.

### Синед
Синед је нападач Снежних Клинаца и бивши члан Сенки носи дрес са бројем 11. Сматра се једним од главних противника у цртаној серији због интензивног ривалства са Џоком због надметања за најбољег играча Галактичког Фудбала. Од треће сезоне буде са Меј. На крају треће сезоне пре него што се врати у Снежне Клинце сазна да су му родитељи живи и да има и млађу ћерку касније их и упозна.

### Артегор Нексус
Артегор Некус је бивши фудбалер Акилианаца играо је заједно са Арчом у нападу и носио дрес са бројем 11, који ће касније добити на значају играјући и тренирајући Сенке, а касније и постаје и помоћни тренер Снежних Клинаца у средини друге сезоне као и на турниру у Парадисији. Такође је и био Арчов ривал.

### Сони Блекбонс
Сони (такође познат и као Исон) је вођа Пирата, отац Џока и један од твораца Метафлукса. Формално научник из Техноида и партнер Јарит Лобнора, постао је непријатељ Техноида када је оперативац под којим је радио Блејлок покушао да искористи свој изум за рат и оборио шатл у којем је била његова трудна супруга где је после тога умрла.

### Блејлок
Блејлок је негативац цртане серије у прве две сезоне, Блејлок је био бивши генерал Техноида, био је познат као најистакнутији противник у цртаној серије кроз своју тежњу да користи Флукс за управљање Галаксијом, претпоставља се да је страдао када је Флукс бомба изазвала експлозију његовог брода.

### Херис
Херис је негативац у другој и трећој сезони, он је био бивши запосленик Техноида који је постао десна рука војводе Мадокса и одговоран је за смрт генерала Блејлока на крају друге сезоне.

### Марк
Марк је нападач и везни играч Снежних Клинаца, дебитује у другој сезони замењујући Рокета током његове суспензије. Најбољи је пријатељ Џока и Микро Ајса. Носи дрес са бројем 6. У трећој сезони буде у вези са фудбалерком Тима Парадисиа Нином.

### Јуки
Јуки је била резервни голман Снежних Клинаца, када се Ахито разболи и носи дрес са бројем 8, а касније је голман Електри током треће сезоне. Рођака је Трана и Ахита. Микро Ајс је заљубљен у њу, Увек воли да се забавља и проводи време са пријатељима, посебно са Микро Ајсом. 

### Ворен
Ворен је капитен и нападач Муња и носи дрес са бројем 9, који је иначе Џоков омиљени фудбалер. Један је од најцењенијих и најталентованијих играча Галактичког фудбала икада. Чак га зову и "Господин Галактички Футбал". Заједно са Џоком води јуниорски клуб Тим Галактик у трећој сезони.

### Лур
Лур је нападач и капитен Зенонса носи дрес са бројем 7. Лур је такође врло частан, више воли да добија мечеве на терену, уместо да крене кратким путем. Доказао је своје часне начине када је спасио Џока од сигурне смрти у финалу купа на крају друге сезоне.

### Ники
Ники је капитен и нападач Тима Парадисиа носи дрес са бројем 4. Сестра близнакиња је од Нине. Она се заљубила у Џока и када му је то признала, видео је Меј на њеном месту и Џок је пољубио са Ники, после финала купа враћена је у човека јер су фудбалери Тима Парадисиа били киборзи.

### Нина
Нина је сестра близнакиња од Ники и игра нападача за Тим Парадисиа и носи дрес са бројем 8. Током треће сезони у вези је са Марком. Након пораза Тима Парадисиа од Снежних клинаца, враћена је у човека.

### Лун-зија
Лун-зија је дефанзивни играч регрутован у Снежне клинце да би испунили услове за пријаву на турнир Парадисиа, који захтева да тимови имају играче различитог флукса. Носи дрес са бројем 10. После турнира у Парадисији прелази у Вамбе и где носи дрес са бројем 2.

## Улоге
| Лик            | Српски глас (С1) (Лаудворкс) | Српски глас (С2) (Лаудворкс) | Српски глас (С3) (Блу хаус) |
| -------------- | ---------------------------- | ---------------------------- | --------------------------- |
| Арч            | Марко Марковић               | Марко Марковић               | Марко Марковић              |
| Микро Ајс      | Милош Ђуричић                | Милош Ђуричић                | Драгиша Милојковић          |
| Џок            | Бојан Лазаров                | Бојан Лазаров                | Бојан Лазаров               |
| Рокет          | Јаков Јевтовић               | Милан Тубић                  | Милан Тубић                 |
| Меј            | Ивана Вукчевић               | Ивана Вукчевић               | Ива Стефановић              |
| Тиа            | Александра Томић             | Александра Томић             | Јелена Стојиљковић          |
| Тран           | Лазар Дубовац                | Лазар Дубовац                | Милан Чучиловић             |
| Ахито          | Владимир Тешовић             | Владимир Тешовић             | Марко Марковић              |
| Др. Клемп      | Владан Живковић              | Владан Живковић              | Милан Тубић                 |
| Дејм Симбај    | Весна Станковић              | Весна Станковић              | Ива Стефановић              |
| Синед          | Срђан Јовановић              | Марко Мрђеновић              | Марко Марковић              |
| Артегор Нексус | Ђорђе Марковић               | Ђорђе Марковић               | Даниел Сич                  |
| Сони Блекбонс  | Јаков Јевтовић               | Данијел Сич                  | Драгиша Милојковић          |
| Корсо          | Владимир Тешовић             | Владимир Тешовић             | Предраг Дамњановић          |
| Блејлок        | Ђорђе Марковић               | Данијел Сич                  | /                           |
| Адим           | Мариана Аранђеловић          | Мариана Аранђеловић          | Ива Стефановић              |
| Јуки           | /                            | Мариана Аранђеловић          | Јелена Стојиљковић          |
| Марк           | /                            | Предраг Дамњановић           | Предраг Дамњановић          |
| Кели Мистик    | Александра Томић             | Александра Томић             | Јелена Стојиљковић          |
| Нората         | Лазар Дубовац                | Лазар Дубовац                | Даниел Сич                  |
| Брим Симбра    | Марко Мрђеновић              | Марко Мрђеновић              | Милан Тубић                 |
| Херис          | /                            | Милан Чучиловић              | Милан Чучиловић             |
| Ворен          | Јаков Јевтовић               | Милан Чучиловић              | Милан Чучиловић             |
| Војвода Медокс | Предраг Ђорђевић             | Предраг Ђорђевић             | Бојан Лазаров               |
| Лун-Зија       | /                            | /                            | Наташа Балог                |
| Санџа          | /                            | /                            | Снежана Јеремић Нешковић    |

## Галактички фудбал на ДВД-у Србији и Црној Гори
| Издавач                     | Сезона | Број ДВД-а | Епизоде | Језици | Државе продаје                         |
| --------------------------- | ------ | ---------- | ------- | ------ | -------------------------------------- |
| Luxor (уз часопис Бумеранг) | 1      | 1-4        | 1-4     | српски | Србија, Црна Гора, Босна и Херцеговина |
| Luxor                       | 1      | 1          | 1-4     | српски | Србија, Црна Гора                      |